# Toyota Avalon
De Toyota Avalon is een middenklassemodel van Toyota voor de Noord-Amerikaanse markt.

## Eerste generatie (1994 - 1999, XX10)
De eerste generatie Avalon was een nieuw product dat in 1995 door Toyota in de Australische, Japanse en Noord-Amerikaanse markten werd gelanceerd. Deze eerste generatie was gebaseerd op een verlengd Camry platform. Er werden in deze periode 362.260 Avalon's verkocht in Noord-Amerika. De Avalon werd voor de Noord-Amerikaanse markt ontworpen omdat er een grote vraag bestond naar betrouwbare en goedkope grote sedans in de middenklasse.

## Tweede generatie (1999 - 2004, XX20)
De tweede generatie Avalon was een doorontwikkeling van de eerste generatie voor de Japanse (verkocht als Toyota Pronard) en Noord-Amerikaanse markt. De tweede generatie was nog steeds gebaseerd op een verlengd Camry platform maar was wel groter. Er werden in deze periode 362.260 Avalon's verkocht in Noord-Amerika. De Avalon werd voor de Noord-Amerikaanse markt ontworpen omdat er een grote vraag bestond naar betrouwbare en goedkope grote sedans in de middenklasse.

## Derde generatie (2005 - 2012, XX30)
De derde generatie Avalon was een nieuw product exclusief voor de Noord-Amerikaanse markt. Deze generatie werd in 2006 voorzien van een aantal wijzigingen om beter te kunnen concurreren met andere volle grote sedans in de middenklasse. Deze generatie was met name een concurrent voor de Ford Taurus.

## Vierde generatie (2013 - toekomstig, XX40)
De vierde generatie Avalon werd in 2012 tijdens de auto voorstelling van New York voorgesteld en zal naar verluidt worden gebaseerd op het Lexus ES platform.
Personenauto's (leverbaar): Aygo · bZ4X · Camry · Corolla · C-HR · Highlander · Land Cruiser · Mirai · Prius · RAV4 · (GR) Supra · Yaris · Yaris Cross

Bedrijfswagens: Hilux · Proace

Niet meer leverbaar: 1000 · 2000GT · 4Runner · Auris · Avensis · Avensis Verso · Carina · Celica · Corolla Verso · Corona · Cressida · Crown · Dyna · FunCruiser · GT86 · Hiace · iQ · LiteAce · MR2 · Paseo · Picnic · Previa · Starlet · Tercel · Urban Cruiser · Verso · Verso-S · Yaris Verso